# Sonu Kakkar
Sonu Kakkar (n. 20 de octubre de 1979 en Rishikesh) es una cantante de playback o reproducción india, su nombre verdadero es Niti Kakkar. A la edad de cinco años comenzó su carrera artística como cantante participando en los jagrans (reuniones devocionales hindúes). Después de algunos años con su familia se trasladó a Nueva Delhi. Entonces el famoso director de música de Bollywood Sandeep Chowta, en un concurso notó que su voz era el resultado para entrar a los estudios de grabaciones-
Ella grabó una canción de baile que fue uno de los más populares de los últimos tiempos, desde entonces, se habituó en los Bollywood, interpretando temas musicales para los playbacks.

## Sencillos
- "Aali re Sali re" (No One Killed Jessica) (2011)
- "Relarey" Telugu Film (Kedi) (2010)
- "Abe Saale" (Toss) (2009)
- "Blue theme" (Blue) (2009)
- "Bareilly ke bazzar mein (Jail) (2009)
- "Rama Rama" (Shivamani), Kannada [2009]
- "Jeena" (Mukhbiir) (2008)
- "Hitchki" (Risk) (2007)
- "O sikandar" (Corporate) (2006)
- "Dhinam Dhinam Deepavali" Tamil Film Varalaru (2006)
- "Bin Laden" Kannada Film Jogi (2005)
- " Mudduletti" Telugu Film (Super) (2005)
- "Mallika i hate you" (mallika i hate you)
- "Sun charkhe di" (call of the lover- mitti)
- "Yaadan teri yaad" (now that's sandeep chowta)
- "Ni main yaar manana ni" (virus)
- "Babuji zara dheere chalo" (Dum) (2003)
- "Ishq da tadka" (Naach) (2003)
- "lawani" (Bombay to Goa)
- "Hypnotize" - Karen David feat. Sonu Kakkar & Ishq Bector